# La Catedral
La Catedral war ein drei Hektar großer Landsitz, der Pablo Escobar vom 19. Juni 1991 bis zu seiner Flucht am 22. Juli 1992 als privates Gefängnis diente. Er befindet sich einige Kilometer oberhalb von Envigado in den Hügeln.

## Bau
Escobar kaufte das Anwesen Ende der 1980er Jahre. Während der Verhandlungen mit der kolumbianischen Regierung im Frühling 1991 wurde mit dem Bau des Gefängnisses begonnen.  Ein ungefähr sechs Meter hoher Zaun mit Stacheldraht umgab das Anwesen, in welchem neun Wachttürme standen.  Daneben hatte das Gefängnis einstöckige Unterkunftsräume mit sechs Gemeinschafts- und sechs Einzelzellen, je mit eigenem Bad, in denen 70 Häftlinge untergebracht werden konnten. Für die Freizeitgestaltung gab es eine Diskothek sowie Billard- und Fitnessräume. Zusätzlich befanden sich ein Fußballplatz und ein Wasserfall auf dem Anwesen.
Am 19. Juni 1991 flog Escobar mit dem Helikopter nach La Catedral, um  seine Haftstrafe anzutreten. Escobar war der einzige Gefangene und hatte seine eigenen Leibwächter mitgebracht. Seine Familienangehörigen besuchten ihn regelmäßig, wie dies auch Freunden, Profifußballspielern oder Prostituierten auf seine Einladung hin möglich war. Nachdem Escobar sich gegen eine Verlegung in ein anderes Gefängnis wehrte, floh er am 22. Juli 1992 vor anrückenden Sicherheitskräften in die Hügel hinter La Catedral.

## Nutzung ab 2007
Nachdem La Catedral als Gefängnis aufgegeben worden war, wurde das Mobiliar geplündert und das Anwesen verfiel zusehends.
Der Benediktinerorden „Monastica Santa Gertrudis“ baute ab 2007 auf dem Anwesen eine Kapelle, eine Unterkunft, eine Bibliothek und eine Cafeteria. Er erhielt von der Gemeinde das Land und errichtete ein Alten- und Pflegeheim.

## Rezeption
In der US-amerikanischen Dramaserie Narcos zeigt die 9. Episode der ersten Staffel mit dem Titel „La Catedral“ den Aufenthalt von Pablo Escobar in seinem Gefängnis.